# Trabada (kommun)
Trabada är en kommun i Spanien. Den ligger i provinsen Lugo i den autonoma regionen Galicien i nordvästra delen av landet, 400 km nordväst om huvudstaden Madrid. Antalet invånare är 1 083 (2024).